# Gymnosporangium turkestanicum
Gymnosporangium turkestanicum là một loài Urediniomycetes trong họ Pucciniaceae. Loài này được Tranzsche miêu tả khoa học đầu tiên năm 1939.
Đây là loài gây hại phát triển phổ biến ở Uzbekistan.